# Simon Wonga
Simon Wonga (1824-1874), fils du dirigeant célèbre Billibellary, était un ancien (ngurungaeta) des Wurundjeri, clan indigène australien appartenant au Woiwurrung où se trouve maintenant la ville de Melbourne en Victoria. Les Woiwurrung font partie historiquement de l’alliance des Kulin, ce qui a influencé le comportement de Simon Wonga même.
Son premier contact prolongé avec les Européens était le résultat d’une blessure qu’y arriva en 1840 dans les Dandenongs, région boisée et montagneuse au nord de Melbourne. Billabellary le cherchait et, ayant le trouvé, l’emmena à une maison d’où on le transporta à Melbourne en chariot. Pendant deux mois le Protecteur adjoint d’aborigènes William Thomas (en) et son épouse Susannah le soignaient.
Simon Winga devint chef des Wurundjeri en 1851.
En février 1859 des anciens des Wurundjeri, menés par Simon Wonga (âgé 35) et son frère Tommy Munnering (âgé 24), ont présenté une pétition à Thomas en demandant du terrain pour les Taungurong, peuple appartenant aux Kulin, à la confluence de la rivière Gouldburn avec son affluent l'Achéron (en). Simon dit à Thomas que les Taungurong voulaient devenir des fermiers comme les blancs.
L’attitude du gouvernement était initialement sympathique, mais l’intervention de Hugh Glass, le propriétaire plus puissant de la colonie de Victoria, a conduit à leur réimplantation à Mohican Station, lieu plus froid qui n’était pas approprié à l’agriculture et qu’ils ont par conséquent abandonné. En mars 1863, après trois ans de dissension, les dirigeants survivants, dont Simon Wonga et William Barak, ont emmené quarante membres des Wurundjeri, des Taungurong et des Bun warrung à un site traditionnel près de Healesville en Victoria. Ils ont obtenu possession du lieu, pas pourtant en pleine propriété. On l’appelle Corranderk Station,.
Il y a un faubourg et une rue de Melbourne qu’on a appelé Wonga en rendant hommage à Simon Wonga.

## Livres
- Broome, Richard, 2005. Aboriginal Victorians : A History Since 1800, Allen & Unwin.  (ISBN 1741145694),  (ISBN 9781741145694).
- Ellender, Isabel and Christiansen, Peter Christiansen, 2001. People of the Merri Merri: The Wurundjeri in Colonial Days, Merri Creek Management Committee  (ISBN 0957772807).